# Al-Kalaszi
Al-Kalaszi (arab. القلشي) – miejscowość w Egipcie, w muhafazie Al-Minufijja. W 2006 roku liczyła 1574 mieszkańców.